# Țaratul Sârb
Țaratul Sârb (în sârbă Српско Царство, cu alfabetul chirilic: Srpsko Carstvo) a fost un țarat medieval în Balcani care s-a format din statul medieval Rașka în secolul XIV. Țaratul a existat din 1346 până în 1371.

## Istorie

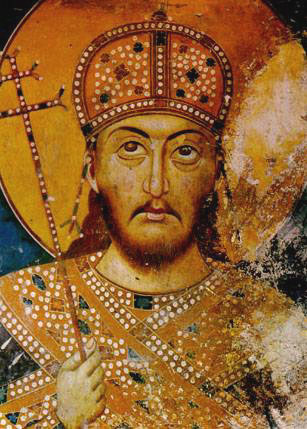
Ștefan Uroș al IV-lea, Țar al sârbilor (1346–1355)

Ștefan Dușan, înainte de a se urca la tron ca conducator al sârbilor s-a dovedit a fi un priceput conducător de luptă, dovedind-o în bătălia de la Velbuzd, unde Serbia a învins cu greu Țaratul Bulgar. Deoarece tatăl său un cuceritor vrednic, Dușan l-a detronat împreună cu ajutorul boierilor sârbi, poruncind oamenilor săi să-l sugrume. Țaratul și-a atins apogeul în jumătatea secolului al XIV-lea, în timpul domniei lui Ștefan Dușan, care s-a proclamat țar la Serres în 1345 și s-a încoronat la Skopje pe 16 aprilie 1346 ca „Țar al sârbilor și grecilor” de noul Patriarh sârb Joanikije I, cu ajutorul Patriarhului bulgar Simion și Nicolae, Arhiepiscop de Ohrid.
Țarul Dușan a decretat Codul lui Dușan (în sârbă Dušanov zakonik) în 1349 și anexat în 1354. Codul a fost elaborat după dreptul romano-bizantin. Transplantarea juridică remarcată cu articolele 171 și 172 din cod care a reglementat independența juridică. Acestea au fost preluate din codul bizantin Basilika (cartea VII, 1, 16-17). Codul și-a avut rădăcinile în prima constituție sârbă - nomocanonul Sfântul Sava (în sârbă Zakonopravilo). din 1219 decretat de Sfântul Sava.
Țarul Dușan și-a dublat fostul regat, cucerind teritoriile din sud, sud-est și în est. Nu s-a luptat cu nicio armată pe câmpul de luptă, în schimb și-a câștigat țaratul prin asedierea orașelor. A fost succedat de fiul său Ștefan Uroș al V-lea, numit cel Slab, epitet care poate de asemenea să fie atribuit țaratului, deoarece cădea treptat în anarhie feudală. Datorită expansiunii prea rapide, a slabei administrări și a eșecului de a-și consolida stăpânirile, țaratul s-a fragmentat.
În această perioadă se remarcă ascensiunea Imperiului Otoman, care s-a răspândit în Asia și Europa cucerind mai întâi Byzantiumul, iar apoi alte state balcanice. Incompetența de a menține marele țarat înființat de tatăl său, Ștefan al V-lea nu a reușit să respingă atacurile străinilor, sau să lupte împotriva independenței nobilimii sale. Țaratul Sârb al lui Ștefan Uroș s-a fragmentat în mai multe cnezate, iar unele dintre acestea, nu i-au mai recunoscut conducerea. Ștefan Uroș a murit fără să lase un urmaș pe 2 decembrie 1371, după ce majoritatea nobilimii sârbe a fost distrusă de truci în bătălia de la Maritsa la începutul acelui an.

## Țari
- Ștefan Uroș al IV-lea (1346–1355)
- Ștefan Uroș al V-lea (1355–1371)